# Tabanus lateralbus
Tabanus lateralbus är en tvåvingeart som beskrevs av Schuurmans Stekhoven 1932. Tabanus lateralbus ingår i släktet Tabanus och familjen bromsar. Inga underarter finns listade i Catalogue of Life.